# Leichtathletik-Weltmeisterschaften 1997/4 × 400 m der Frauen
Die 4-mal-400-Meter-Staffel der Frauen bei den Leichtathletik-Weltmeisterschaften 1997 wurde am 9. und 10. August 1997 im Olympiastadion der griechischen Hauptstadt Athen ausgetragen.
Weltmeister wurde Deutschland (Anke Feller, Uta Rohländer, Anja Rücker, Grit Breuer).

Den zweiten Platz belegten die Vereinigten Staaten mit Maicel Malone, Kim Graham. Kim Batten (Finale) und Jearl Miles Clark (Finale) sowie den im Vorlauf außerdem eingesetzten Michele Collins und Natasha Kaiser-Brown.

Bronze ging an Jamaika in der Besetzung Inez Turner, Lorraine Graham, Deon Hemmings (Finale) und Sandie Richards sowie der im Vorlauf außerdem eingesetzten Nadia Graham.
Auch die nur im Vorlauf eingesetzten Läuferinnen erhielten entsprechendes Edelmetall. Rekorde standen dagegen nur den tatsächlich laufenden Athletinnen zu.

## Rekorde

### Bestehende Rekorde
| Weltrekord | 3:15,17 min | Sowjetunion (Tazzjana Ljadouskaja, Olga Nasarowa, Marija Pinigina, Olha Bryshina) | OS in Seoul Südkorea        | 1. Oktober 1988 |
| WM-Rekord  | 3:16,71 min | USA (Gwen Torrence, Maicel Malone-Wallace, Natasha Kaiser-Brown, Jearl Miles)     | WM in Stuttgart Deutschland | 22. August 1993 |

Der bestehende WM-Rekord wurde bei diesen Weltmeisterschaften nicht eingestellt und nicht verbessert.
Im Finale am 10. August stellte Bronzemedaillengewinner Jamaika in der Besetzung Inez Turner, Lorraine Graham, Deon Hemmings und Sandie Richards mit 3:21,30 min einen neuen Landesrekord auf.

## Vorrunde
Die Vorrunde wurde in drei Läufen durchgeführt. Die ersten drei Staffeln pro Lauf – hellblau unterlegt – sowie die darüber hinaus zwei zeitschnellsten Teams – hellgrün unterlegt – qualifizierten sich für das Finale.

### Vorlauf 1
9. August 1997, 20:10 Uhr
| Platz | Staffel        | Besetzung                                                             | Zeit (min) |
| ----- | -------------- | --------------------------------------------------------------------- | ---------- |
| 1     | Deutschland    | Anke Feller Uta Rohländer Anja Rücker Grit Breuer                     | 3:24,70    |
| 2     | Tschechien     | Naděžda Koštovalová Hana Benešová Ludmila Formanová Helena Fuchsová   | 3:25,11    |
| 3     | Großbritannien | Allison Curbishley Michelle Pierre Michelle Thomas Donna Fraser       | 3:25,78    |
| 4     | Nigeria        | Doris Jacob Olabisi Afolabi Saidat Onanuga (Vorlauf) Falilat Ogunkoya | 3:27,94    |
| 5     | Ungarn         | Annamária Bori Bárbara Pétrahn Alice Kun Judit Szekeres               | 3:35,56    |

### Vorlauf 2
9. August 1997, 20:19 Uhr
| Platz | Staffel      | Besetzung                                                                         | Zeit (min) |
| ----- | ------------ | --------------------------------------------------------------------------------- | ---------- |
| 1     | USA          | Michele Collins (Vorlauf) Kim Graham Natasha Kaiser-Brown (Vorlauf) Maicel Malone | 3:25,37    |
| 2     | Jamaika      | Nadia Graham (Vorlauf) Lorraine Graham Inez Turner Sandie Richards                | 3:25,53    |
| 3     | Russland     | Tatjana Tschebykina Julia Tarasenko (Vorlauf) Jekaterina Kulikowa Olga Kotljarowa | 3:25,83    |
| 4     | Italien      | Danielle Perpoli (Vorlauf) Patrizia Spuri Francesca Carbone Virna De Angeli       | 3:30,34    |
| 5     | Griechenland | Chrysoula Goudenoudi Maria Pahatouridou Hristina Panagou Marina Vasarmidou        | 3:37,14    |

## Finale
10. August 1997, 20:15 Uhr
| Platz | Staffel        | Besetzung | Zeit (min) |
| ----- | -------------- | --- | ---------- |
| 1     | Deutschland    | Anke Feller Uta Rohländer Anja Rücker Grit Breuer                                                                                 | 3:20,92 WL |
| 2     | USA            | Maicel Malone Kim Graham Kim Batten (Finale) Jearl Miles Clark (Finale) im Vorlauf außerdem: Michele Collins Natasha Kaiser-Brown | 3:21,03    |
| 3     | Jamaika        | Inez Turner Lorraine Graham Deon Hemmings (Finale) Sandie Richards im Vorlauf außerdem: Nadia Graham                              | 3:21,30 NR |
| 4     | Russland       | Tatjana Tschebykina Olga Kotljarowa Jekaterina Kulikowa Tatjana Alexejewa (Finale) im Vorlauf außerdem: Julia Tarasenko           | 3:21,57    |
| 5     | Tschechien     | Naděžda Koštovalová Ludmila Formanová Hana Benešová Helena Fuchsová                                                               | 3:22,73    |
| 6     | Großbritannien | Allison Curbishley Michelle Pierre Michelle Thomas Donna Fraser                                                                   | 3:26,26    |
| 7     | Nigeria        | Olabisi Afolabi Fatima Yusuf (Finale) Doris Jacob Falilat Ogunkoya im Vorlauf außerdem: Saidat Onanuga                            | 3:30,03    |
| 8     | Italien        | Patrizia Spuri Francesca Carbone Carla Barbarino (Finale) Virna De Angeli im Vorlauf außerdem: Danielle Perpoli                   | 3:30,63    |

## Video
- Leichtathletik-WM 1997 4x400m W Gold Grit Breuer, Video veröffentlicht am 9. Oktober 2013 auf youtube.com, abgerufen am 4. Juli 2020